# Abax torvus
Abax torvus är en skalbaggsart som beskrevs av Leconte 1863. Abax torvus ingår i släktet Abax och familjen jordlöpare. Inga underarter finns listade i Catalogue of Life.